# Anton Doboş
Anton Doboş (n. Sărmașu, Rumanía, 13 de octubre de 1965) es un exfutbolista internacional rumano, que jugaba de defensa, que jugó en su selección nacional y militó en diversos clubes de Rumania y Grecia. Es plenamente identificado con el Steaua Bucarest (club donde jugó la mayor parte de su carrera).

## Selección nacional
Doboş jugó 23 partidos internacionales para la selección nacional rumana y anotó solo un gol. Incluso participó con su selección, en una sola edición de la Copa del Mundo FIFA, que fue en la edición de Francia 1998, donde la selección rumana llegó a octavos de final, cayendo ante su similar de Croacia, equipo que posteriormente obtuvo el tercer lugar. Dobos disputó uno de los 4 partidos de la selección rumana, en esa cita mundialista de Francia. También participó con su selección en la Eurocopa 1996, que se realizó en Inglaterra, donde la selección rumana quedó eliminada, en la primera fase de aquel certamen, cuando compartió grupo con sus similares de Bulgaria, Francia y España (estas 2 últimas selecciones, pasaron de ronda en ese grupo).

## Participaciones en Copas del Mundo
| Mundial                        | Sede    | Resultado        | Partidos | Goles |
| ------------------------------ | ------- | ---------------- | -------- | ----- |
| Copa Mundial de Fútbol de 1998 | Francia | Octavos de final | 1        | 0     |

## Participaciones en Eurocopas
| Mundial       | Sede       | Resultado    | Partidos | Goles |
| ------------- | ---------- | ------------ | -------- | ----- |
| Eurocopa 1996 | Inglaterra | Primera Fase | 1        | 0     |

## Clubes
| Club               | País    | Año         |
| ------------------ | ------- | ----------- |
| Progresul Brăila   | Rumania | 1985 - 1986 |
| Arieșul Turda      | Rumania | 1987        |
| Universitatea Cluj | Rumania | 1987 - 1989 |
| Dinamo Bucarest    | Rumania | 1989 - 1991 |
| Steaua Bucarest    | Rumania | 1991 - 1996 |
| AEK Atenas         | Grecia  | 1996 - 1999 |
| Ethnikos Piraeus   | Grecia  | 1999 - 2000 |